# Quiosque do Serviço de Transportes Colectivos do Porto

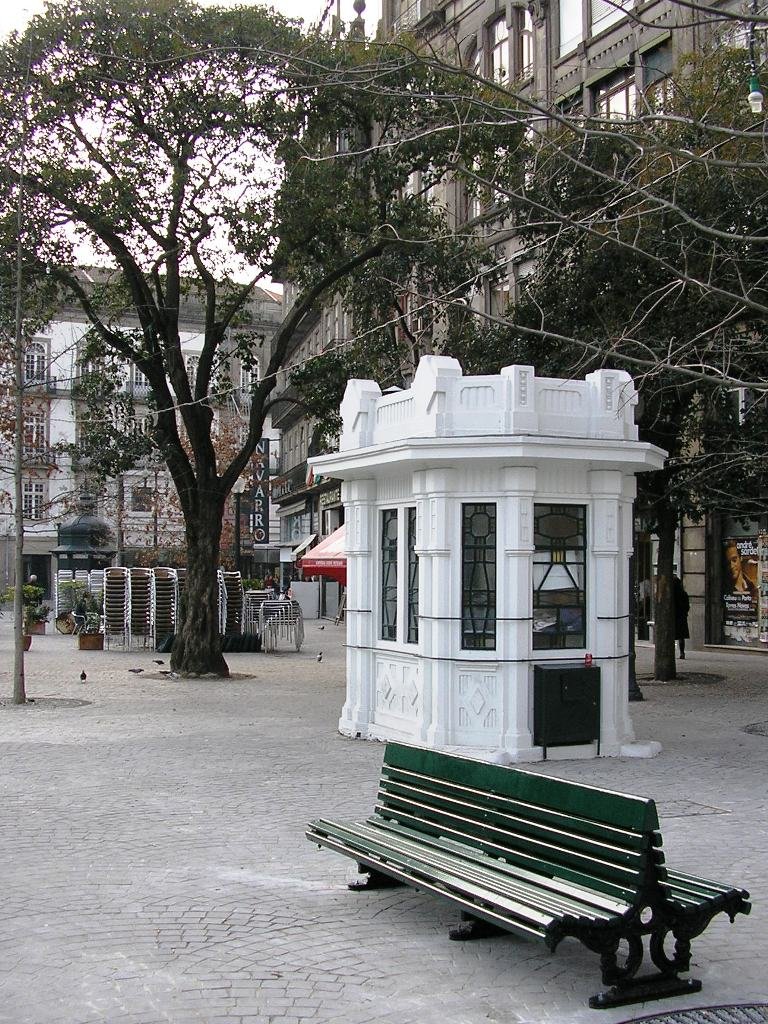
Der Kiosk auf der Praça da Liberdade

Der Quiosque do Serviço de Transportes Colectivos do Porto ist ein ehemaliger Kiosk in der portugiesischen Stadt Porto. Er diente als Servicestelle für die Nahverkehrsgesellschaft der Stadt.

## Geschichte
Der Kiosk wurde in seiner heutigen Gestalt 1935 auf der westlichen Seite der Praça da Liberdade im Stil des Art déco errichtet. Das Häuschen wurde auf rechteckigem Grundriss mit abgeschnittenen Ecken in verputztem Beton gebaut. Fenster und Türen sind aus lackiertem Holz.
1997 wurde er als Imóvel de Interesse Municipal klassifiziert.